# Break a Broken Heart
Break A Broken Heart - utwór australijsko-cypryjskiego piosenkarza Andrew Lambrou, wydany cyfrowo 2 marca 2023 roku. Utwór został skomponowany przez mieszankę duńskich i szwedzkich autorów piosenek, a mianowicie Jimmy'ego Janssona, Jimmy'ego „Jokera” Thornfeldta, Marcusa Winthera-Johna i Thomasa Stengaarda. Utwór reprezentował Cypr w Konkursie Piosenki Eurowizji 2023.

## Lista utworów
| Digital download / media strumieniowe | Digital download / media strumieniowe | Digital download / media strumieniowe |
| Nr                                    | Tytuł utworu                          | Długość                               |
| ------------------------------------- | ------------------------------------- | ------------------------------------- |
| 1.                                    | „Break A Broken Heart”                | 2:58                                  |